# Мишлен (кулинарен справочник)
Мишлен (на френски: Guide Michelin) е кулинарен справочник – поредица от ръководства, публикувани от френската компания за гуми Мишлен за повече от век. Ръководството присъжда до три звезди на Мишлен за отлични постижения на някои избрани заведения. Придобиването или загубата на звезда може да има драматични ефекти върху успеха на ресторант. Мишлен публикува и поредица от общи ръководства за градовете, регионите и страните, т.нар. „Зелени пътеводители“ (Green Guides).
Близо 1900 ресторанти в света са получавали звезда на Мишлен. Триста са получили две звезди, а 71 са получили три. Ресторантите също се оценяват за комфорт по скала от 1 до 5.

## История
През 1900 г. по пътищата на Франция е имало по-малко от 3000 коли. За да се увеличи търсенето на автомобили и съответно автомобилни гуми, производителите на автомобилни гуми братята Едуар и Андре Мишлен (Édouard et André Michelin) публикуват ръководство за френските автомобилисти – „Справочник на Мишлен“ (Michelin Guide). Разпространени са близо 35 000 копия от това първо, безплатно издание на ръководството, което предоставя полезна информация за шофьорите, като карти, инструкции за ремонт и подмяна на гуми, списъци с автомеханици, хотели и бензиностанции в цяла Франция.
Четири години по-късно, през 1904 г., братята издават ръководство за Белгия, подобно на Справочника на Мишлен.
Впоследствие Мишлен представя ръководства за Алжир и Тунис (1907); Алпите и Рейн (Северна Италия, Швейцария, Бавария и Холандия) (1908); Германия, Испания и Португалия (1910); Британските острови (1911); и „Страните на Слънцето“ (Les Pays du Soleil) (Северна Африка, Южна Италия и Корсика) (1911). През 1909 г. е публикувана англоезична версия на ръководството за Франция.

## Звезди на Мишлен
След използването на ръководствата на Мъри и Бедекер, справочникът започва да награждава със звезди изискани заведения за хранене през 1926 г. Първоначално е присъждана само една звезда. След това, през 1931 г., е въведена йерархията от нула, една, две и три звезди.
През 1936 г. са публикувани критериите за класиране със звезда:
- : „Много добър ресторант в своята категория“ (на френски: Une très bonne table dans sa catégorie)
- : „Отлично готвене, струва си отбивка“ (на френски: Table excellente, mérite un détour)
- : „Изключителна кухня, заслужаваща специално пътуване“ (на френски: Une des meilleures tables, vaut le voyage).[5]